# Alonso de Alfaro
Alonso de Alfaro (Cádiz, Sevilla de Andalucía, Corona de España, ca. 1570 – Santiago del Estero, gobernación del Tucumán, 1726) fue un español que se desempeñó como teniente de gobernador de Santiago del Estero desde 1713 y luego fue nombrado gobernador interino del Tucumán desde 1725 hasta su fallecimiento.

## Biografía

### Origen familiar y primeros años
Alonso de Alfaro nació en Cádiz, en el seno de una familia humilde. Llegó como aventurero al Río de la Plata, se instaló en Buenos Aires y más tarde se radicó en Santiago del Estero, donde contrajo sus dos matrimonios y tuvo descendencia.
En 1707 el gobernador Esteban de Urizar y Arespacochaga lo designó depositario de los indígenas de Guaype. Fue propietario de una chacra sobre la acequia real, identificada como nº 56 en el plano de regantes de la ciudad de Santiago del Estero.

### Teniente de gobernador de Santiago del Estero
En 1712 fue alférez real propietario, justicia mayor, capitán de guerra, maestre de campo y encomendero de Guañagasta y al año siguiente fue asignado como teniente de gobernador de Santiago del Estero hasta que fuera nombrado como gobernador interino del Tucumán.
Estaba considerado como una persona destacada y honorable en las funciones que se le confiaron. El deán Gregorio Funes tuvo las siguientes palabras para con él:

Fue uno de esos hombres que por medio de una juiciosa economía saben salir de una condición pobre y oscura, elevándose insensiblemente a la clase de ciudadanos distinguidos.

Por su destacado desempeño fue elegido teniente general de gobernación por Urizar, ya que en sus largos años de actuación había demostrado una honorabilidad acrisolada.

### Gobernador interino del Tucumán (1725-1726)

#### Nombramiento en el interinato de la gobernación
En agosto de 1725, con motivo de la destitución del gobernador Isidro Ortiz de Haro, y por disposición de la Real Audiencia de Charcas, Alonso de Alfaro ocupó el cargo de gobernador de forma interina, hasta tanto tomara posesión el designado nuevo gobernador, Baltasar de Abarca y Velasco. Este último se encontraba en la Capitanía General de Chile sin poder cruzar los Andes por estar los pasos cerrados a causa de la nieve.
Apoyó la actuación de la Compañía de Jesús y la defensa de las fronteras contra los indígenas. Hizo refaccionar la Iglesia Catedral, el templo de los mercedarios y apoyó la labor evangelizadora de los jesuitas; de allí que sus restos hayan sido enterrados en su convento de Santiago del Estero. Actualmente su lápida se encuentra en el Convento de Santo Domingo, puesto que en Santiago del Estero los dominicos fueron los continuadores en ese templo de los jesuitas, tras su expulsión. La lápida reza: "Alphonsi de Alfaro, Istitus Provinciae Praetoris, patriae patris, piis manibus" (De Alfonso Alfaro, gobernador de esta provincia, padre de la patria, a los píos manes).

### Fallecimiento
Estuvo poco tiempo en el gobierno, ya que falleció en 1726.
En el Archivo Histórico de la Provincia de Santiago del Estero han quedado algunos documentos de su accionar.

## Matrimonios y descendencia
Alonso de Alfaro  se había unido dos veces en matrimonio en la ciudad de Santiago del Estero, de la gobernación del Tucumán que formaba una entidad autónoma dentro del Virreinato del Perú:
- En primeras nupcias con Manuela de Alba Bravo de Zamora, con quien tuvo dos hijas:
  - Josefa de Alfaro, casada con Domingo Gerónimo de Frías.
  - Isabel de Alfaro, casada con el general Gerónimo de Peñaloza.
- En segundas nupcias con Gerónima Carranza.